# Српска православна црква у Бачу
Српска православна црква у Бачу посвећена је Светом Јовану Богослову. Подигнута је у периоду од 1992. до 2007. године. Црква припада Епархији бачкој Српске православне цркве.